# L'Idea
L'Idea es una revista trimestral en italiano, publicado ininterrumpidamente desde 1974 en Nueva York. 

## Breve Historia de la revista
La revista comenzó como una revista mensual del Club Cultural de Mola di Bari, en Nueva York, evolucionando a lo largo de los años de las hojas de gran tamaño y en blanco y negro en una revista de 48 páginas, formato estándar y quattricromia, representante oficial de la comunidad italiana en América.
Fundada como una revista oficial del Circolo Culturale di Mola di Bari ... La revista ha dejado de crecer y mejorar ... convertirse en un sólido punto de referencia para la comunidad italiana en América." "L'Idea, dirigida por Leonardo Campanile, se distribuye gratuitamente a quien lo solicite, una tradición desde 1974, que se repiten año tras año, que transformó lo que antes era una gran revista (formato sábana) en una revista que se distribuye ampliamente y ha recibido numerosos premios ...", con 48-60 páginas, formato tabloide ya todo color.

## Periodistas
En la revista de los escritores y periodistas han sido muchos italianos e italoestadounidenses renombre como Tiziano Thomas Dossena, Robert Viscusi, Silvana Mangione, Patrizia Di Franco, Anthony Julian Tamburri and LindaAnn Loschiavo. El director de la revista, también conocido como L'Idea Magazine, por más de veinte años, es Leonardo Campanile.